# Cool Feet
Cool Feet ist eine 1968 gegründete Rockband aus Luxemburg. Zunächst sangen Cool Feet auf Englisch, seit 1980 veröffentlichten sie jedoch ausschließlich Musik mit luxemburgischen Songtexten.

## Bandgeschichte
1968 gründeten Rich Ruppel (Schlagzeug), Mike Nash (Bass/Gesang) und Romain Goergen (Gitarre, Gesang) die Band, und spielten zunächst Hard Rock mit englischen Songtexten. 1976 erschien die erste Single (Mister Woman); 1978 die erste LP (Burning Desire).
Mit dem Einstieg des neuen Frontmanns Rom Bernard 1980 änderte sich der Sound Cool Feets Richtung Bluesrock/Poprock, und es erschien die erste Single mit luxemburgischem Songtext („Oh Häerzi, do deng Nues mol aus/Mäi beschte Frënd“).
Nachdem der Gitarrist Guy Heintz der Band beitrat, veröffentlichte Cool Feet 1992 das Album Bistro, welches Platinstatus erreichte. Die ausgekoppelte Single Drenkt e Patt op mech hielt sich 3 Monate auf Platz 1 der nationalen Hitparade. Es folgte eine Phase intensiven Schaffens mit zahlreichen Auftritten und Veröffentlichung von 13 weiteren CDs bis 2001.
Nach 2001 wurden Auftritte seltener. 2003 erschien das Studioalbum Luxemburgensia und 2006 Best of Party.

## Diskografie

### Singles
- 1976: Mister/Woman
- 1980: Alone in Your Cage / To Hell and Back
- 1980: Oh Häerzi, do deng Nues mol aus/Mäi beschte Frënd (gemeinsam mit Aly Bintz)
- 1990: Ketty huel de Fändel raus/Roude Léiw huel se

### Alben
- 1978: Burning Desire (LP)
- 1992: Bistro
- 1993: Party
- 1993: Rock um Knuedler Vol. 3 (Lidder 5 a 6)
- 1994: Lët'z Rock
- 1994: ...fir jiddereen
- 1994: Rock de Kleeschen
- 1995: Cool Tour
- 1996: Cool Fetti
- 1996: Freedefeier
- 1996: Live
- 1997: Cd Soundtrack Back in Trouble
- 1998: Cool Feet 30th anniversary
- 1999: De Metty mat de Cool Feet
- 2001: Nëmmen weinst dir
- 2003: Luxemburgänsia
- 2006: Best of Party